# Citrulinación

Conversión química de arginina en citrulina, llamada citrulinación o deiminación.

Citrulinación o deiminación es la conversión del aminoácido arginina que forma parte de una proteína en el aminoácido citrulina. La citrulina no es uno de los 20 aminoácidos codificados por el ADN en el código genético, sino que es el resultado de una modificación postraduccional. La citrulinación es un proceso distinto a la formación del aminoácido libre citrulina, que forma parte del ciclo de la urea o como bioproducto de enzimas de la familia del óxido nítrico sintasa.
Las enzimas arginina deiminasas (AIDs) catalizan la deiminación de la arginina libre, mientras que las peptidil arginina deiminada (PADs) reemplazan el grupo imina (=NH) por un grupo de cetona (=O). La arginina esta cargada positivamente a pH neutro, mientras que la citrulina no tiene carga. Esto aumenta la hidrofobicidad de la proteína, lo que puede inducir cambios en el plegamiento de dicha proteína, afectando a su estructura y función.
El sistema inmunitario puede atacar proteínas citrulinadas, generándose enfermedades autoinmunes como la artritis reumatoide (AR) y esclerosis múltiple (EM). La prueba para detectar la presencia de anticuerpos contra los péptidos citrulinados es altamente específica (88–96%) para artritis reumatoide, tan sensible como factor reumatoide (70-78%) para el diagnóstico de la AR, y es detectable incluso antes del inicio de la enfermedad clínica.
En la reacción de conversión de la arginina en citrulina, uno de los átomos de nitrógeno terminales de la cadena lateral de la arginina se reemplaza por un oxígeno. Así, la carga positiva de la arginina (a pH fisiológico) se pierde, alterando la estructura terciaria de la  proteína. La reacción utiliza una molécula de agua y genera amoníaco como subproducto.

## Isoenzimas PAD
Las enzimas PAD se encuentran en cordados pero no en animales inferiores. En mamíferos se han encontrado cinco isoformas de PAD: PAD1, PAD2, PAD3, PAD4 y PAD6. En un momento se pensó que PAD5 era un isotipo único en humanos, sin embargo, se demostró que era homólogo a PAD4. Estos isotipos difieren en sus distribuciones celulares y tisulares.
La expresión de PAD1 ha sido detectada en la epidermis y el útero, y actúa en la citrulinación de la queratina y filagrina, componentes claves de los queratinocitos.

## Enfermedades autoinmunes
En artritis reumatoide y otras enfermedades autoinmunes como artritis psoriásica, lupus eritematoso sistémico y síndrome de Sjögren, a menudo autoanticuerpos atacan a proteínas citrulinadas. La presencia de anticuerpos antipéptidos cíclicos citrulinados es una prueba estándar para la artritis reumatoide, y está asociada con una enfermedad más severa. Las proteínas citrulinadas son también encontradas en restos de células en enfermedad de alzheimer, y en fumadores. La citrulinación parece ser parte del mecanismo que estimula el sistema inmunitario en enfermedades autoinmunes. Sin embargo, proteínas citrulinadas también pueden ser encontradas en mucosa de colon sano.
El primer libro de texto completo sobre deiminación se publicó en 2014.

## Detección de péptidos y proteínas citrulinadas
Péptidos y proteínas citrulinadas pueden ser detectadas mediante anticuerpos que reconozcan específicamente los residuos de citrulina, además del uso de la espectrometría de masa en el campo de la proteómica. La citrulinación de la arginina da como resultado un aumento de la masa monoisotopica  de +0.984016 Da, que puede ser medida mediante espectrometría de masa. Este cambio de masa es cercano a la diferencia de masas de +1.008665 Da, que se da entre los distintos isótopos, lo cual puede dar lugar a equivocaciones en la anotación de un péptido como citrulinado, especialmente en instrumentos de baja resolución. Además, el cambio de masa es idéntico al cambio de masa causado por deamidación de la cadena lateral del aminoácido asparagina o glutamina, que son modificaciones habituales.
Los residuos de citrulina pueden ser químicamente modificados con butanediona y antipirina o marcados con biotina antes del análisis, generando un cambio de masa diferente para facilitar la identificación por espectrometría de masas o mediante western blot.